# Bistum Davenport
Das in den USA gelegene Bistum Davenport (lat. Dioecesis Davenportensis)  ist eine Diözese der römisch-katholischen Kirche. Es wurde am 14. Juni 1881 aus Gebieten des Bistums Dubuque begründet und gab am 12. August 1991 selbst Gebiete zur Gründung des Bistums Des Moines ab.

## Bischöfe
1. John McMullen (1881–1883)
2. Henry Cosgrove (1884–1906)
3. James J. Davis (1906–1926)
4. Henry Rohlman (1927–1944, dann Koadjutor des Erzbischofs von Dubuque)
5. Ralph Leo Hayes (1944–1966)
6. Gerald Francis O’Keefe (1966–1993)
7. William Edwin Franklin (1993–2006)
8. Martin John Amos (2006–2017)
9. Thomas Robert Zinkula (2017–2023, dann Erzbischof von Dubuque)
10. Dennis Walsh (seit 2024)

## Pacem in Terris Award
Das Bistum vergibt seit 1964 in Erinnerung an die Enzyklika Pacem in terris („Frieden auf Erden“) von Papst Johannes XXIII. den Pacem in Terris Award für besonderes Engagement für den Frieden und die Gerechtigkeit.